# Mirabilicoxa birsteini
Mirabilicoxa birsteini là một loài chân đều trong họ Desmosomatidae. Loài này được Menzies miêu tả khoa học năm 1962.